# Eleccions federals de Canadà de 2021
Les eleccions federals del Canadà de 2021 es van dur a terme el 20 de setembre d'aquest any. S'hi van triar a tots els membres de la Cambra dels Comuns per al 44è parlament canadenc, després que la governadora general Mary Simon dissolgués el parlament el 15 d'agost de 2021, a sol·licitud del primer ministre Justin Trudeau.
Segons els resultats de la nit de les eleccions, s'esperava que el Partit Liberal liderat per Justin Trudeau mantingués el seu lloc com a partit governant, però no van aconseguir obtenir la majoria absoluta.

## Antecedents
En les eleccions federals de 2019 els partits progressistes i de centreesquerra van obtenir el 63% dels vots, considerant-hi el Partit Liberal, els Nous Demòcrates, el Bloc Québécois i els Verds, la qual cosa va garantir governabilitat i estabilitat al parlament per al Partit Liberal de Justin Trudeau, que va perdre la majoria parlamentària que havia aconseguit en les eleccions de 2015 però va seguir sent el partit amb més nombre d'escons, la qual cosa el va mantenir com el partit de govern. D'altra banda, el Partit Conservador va obtenir el 34% dels vots, aconseguint menys escons que els liberals, i van continuar sent a l'oposició.
Immediatament després de les eleccions, tots els líders van anunciar inicialment que continuarien com a caps dels seus respectius partits en la sessió de constitució del nou Parlament. No obstant això, Elizabeth May va dir que no podria dirigir els Verds vers les 44es eleccions, i finalment va renunciar com a líder del Partit Verd el 4 de novembre de 2019. El 6 de novembre de 2019, els membres del caucus conservador van decidir no adoptar una mesura que els hagués donat la possibilitat de destituir Andrew Scheer com a líder. El seu lideratge encara hauria de ser revisat en la següent convenció del partit, que estava programada per l'abril de 2020. No obstant això, el 12 de desembre Scheer va anunciar la seva intenció de dimitir com a líder. Va romandre fins que el seu successor, Erin O'Toole, va ser escollit i roman com a diputat.
El 15 d'agost de 2021, després d'una sol·licitud del primer ministre Trudeau, Mary Simon va dissoldre el parlament i convocar noves eleccions per al 20 de setembre. Les eleccions es van convocar el mateix dia de la caiguda de Kabul. En les primeres dues setmanes de la campanya, Trudeau va rebre crítiques per no actuar amb la suficient rapidesa davant l'ofensiva talibana de 2021 per evacuar els afganesos que van donar suport als esforços militars i diplomàtics del Canadà durant la guerra de l'Afganistan.

## Partits polítics
La següent taula enumera els partits representats en la Cambra dels comuns després de les eleccions federals de 2019, amb els seus respectius líders que es van presentar a les de 2021.
| Partit Liberal                           | Partit Conservador                                   | Bloc Québécois                                | Nou Partit Democràtic                         | Partit Verd         |
| Justin Trudeau                           | Erin O'Toole                                         | Yves-François Blanchet                        | Jagmeet Singh                                 | Annamie Paul        |
|                                          |                                                      |                                               |                                               |                     |
| Primer ministre del Canadà (des de 2015) | Líder de l'oposició oficial del Canadà (des de 2020) | Membre de la Cambra dels Comuns (des de 2019) | Membre de la Cambra dels Comuns (des de 2019) | Activista ambiental |

## Resultats
| partit                            | partit                            | líder                             | candidats                         | vot popular | vot popular | escons | escons |
| partit                            | partit                            | líder                             | candidats                         | vots        | %           | #      | +/-    |
| --------------------------------- | --------------------------------- | --------------------------------- | --------------------------------- | ----------- | ----------- | ------ | ------ |
|                                   | Partit Conservador                | Erin O'Toole                      | 337                               | 5.747.401   | 33,7%       | 119    | 2      |
|                                   | Partit Liberal                    | Justin Trudeau                    | 338                               | 5.556.261   | 32,6%       | 159    | 1      |
|                                   | Nou Partit Democràtic             | Jagmeet Singh                     | 338                               | 3.036.730   | 17,8%       | 25     | 1      |
|                                   | Bloc québécois                    | Yves-François Blanchet            | 78                                | 1.301.609   | 7,6%        | 33     | 2      |
|                                   | Partit Popular                    | Maxime Bernier                    | 312                               | 841.015     | 4,9%        | 0      | =      |
|                                   | Partit Verd                       | Annamie Paul                      | 252                               | 397.017     | 2,3%        | 2      | 1      |
|                                   | Independents                      | Independents                      | 91                                | 25.605      | 0,2%        | 0      | =      |
|                                   | altres                            | altres                            | 264                               | 149,659     | 0,9%        | 0      | =      |
|                                   |                                   |                                   |                                   |             |             |        |        |
| vots vàlids                       | vots vàlids                       | vots vàlids                       | vots vàlids                       | 17.034.292  | 62,25%      |        |        |
| Vots en blanc / anul·lats         |                                   |                                   |                                   |             |             |        |        |
| total                             | total                             | total                             | total                             | 17.034.292  |             | 338    | =      |
| Votants registrats / participació | Votants registrats / participació | Votants registrats / participació | Votants registrats / participació | 27.366.297  |             |        |        |
| Font: Resultats                   |                                   |                                   |                                   |             |             |        |        |

## Conseqüències
Els mals resultats a les eleccions van provocar la destitució d'Erin O'Toole com a líder del Partit Conservador del Canadà el 2 de febrer de 2022.

## Anàlisi dels resultats
Els minsos resultats de la campanya han deixat la seva empremta en l'electorat. Una enquesta de Maru Public Opinion va revelar que el 77% dels enquestats creu que el Canadà està més dividit que mai i que el 52% creu que el sistema democràtic canadenc està trencat.
Es van identificar ràpidament diversos factors que van poder tenir una influència significativa en els resultats. Alguns politòlegs i comentaristes van debatre sobre si el millor rendiment del PPC, en comparació amb les eleccions federals del 2019, va contribuir a la pèrdua dels conservadors, amb Erin O'Toole, davant els liberals. Quito Maggi, conseller delegat de Mainstreet Research, i el professor de ciències polítiques de la Universitat de Toronto, Nelson Wiseman, van afirmar que el PPC podria haver costat als conservadors almenys deu seients. Els vots obtinguts pels candidats del PPC van ser superiors al marge de la victòria en 21 circumscripcions, on el candidat conservador ocupava el segon lloc (12 a Ontario, cinc a BC, dos a Alberta, un al Quebec i un a Terranova). D’aquests escons, 14 van anar als liberals, sis al NPD i un al Bloc; no obstant això, s'ha descrit com una simple generalització, ja que una quantitat important de suport al PPC va sorgir de votants no conservadors.
També es van observar canvis inusuals en els vots als liberals a la rodalia amb poblacions xineses-canadenques importants, especialment grans a Aurora — Oak Ridges — Richmond Hill i Richmond Centre. Això es va descobrir al principi de la campanya de votació de Mainstreet Research, que va observar que "no donaven suport als candidats conservadors de la mateixa manera que ho van fer en les darreres eleccions". Tot i que alguns comentaristes creien que això podria haver sorgit a causa de la manera en què els conservadors manejaven els problemes entre la Xina i el Canadà, [135] altres es preguntaven si els canvis anormalment grans es deuen a l'activitat de desinformació que es produeix als mitjans de comunicació locals en llengua xinesa.
Fins i tot abans que es comptabilitzessin les urnes del vot per correu, es preveia que els liberals liderarien 158 escons tot i veure com la seva quota de vot havia caigut del 33,1% al 32,3%. Gerald Butts, exsecretari principal de Trudeau, va elogiar el resultat com una "campanya intel·ligent" que prioritzava "l'eficiència del vot"; es va criticar aquesta visió perquè menystenia altres aspectes essencials d'una campanya electoral. [138] Altres comentaristes van qüestionar si el vot liberal ha assolit el seu límit efectiu, comentant que els governs minoritaris s'han produït amb més freqüència des de la formació del Partit Conservador el 2003.
O'Toole s'enfronta a una reelecció obligatòria per al lideratge a la propera conferència nacional conservadora del 2023 i un membre del consell nacional ja ha demanat una petició per accelerar el procés. Altres conservadors insten a donar suport a O'Toole i demanen que el partit s'unifiqui al seu voltant. La majoria dels membres del partit i del caucus semblen partidaris d'una revisió a posteriori en la línia realitzada pel partit després de les eleccions federals de 2004.
El Partit Verd va veure com la seva quota de vot es va esfondrar fins al 2,3%, el seu nivell més baix des de les eleccions federals del 2000. La dissensió interna i la moral deficient van contribuir al declivi, i Elizabeth May ha demanat una investigació per determinar els motius subjacents. Paul va anunciar la seva renúncia com a líder del partit el 27 de setembre.